# L.M.L.
L.M.L. — пятый студийный и второй англоязычный альбом украинской женской поп-группы «ВИА Гра», выпущенный под их альтернативным псевдонимом Nu Virgos. Альбом был выпущен 13 сентября 2007 года лейблом Monolith Records.
Альбом не содержит оригинальных композиций и состоит полностью из англоязычных версий хитов группы. Вокальные партии в альбоме исполняют Альбина Джанабаева, Вера Брежнева и Ольга Романовская. Автором слов и музыки всех песен является Константин Меладзе, спродюсировавший альбом совместно с Дмитрием Костюком.

## Предыстория
Успех второго альбома группы «Стоп! Снято!» в 2003 году, в эру «золотого» состава группы, Анна Седокова — Надежда Грановская — Вера Брежнева, приводит Sony Music к решению вывести группу «ВИА Гра» на мировой рынок и в конце 2003 года состоялась премьера первого англоязычного альбома группы Stop! Stop! Stop!. Альбом стал коммерчески успешным на территории Японии, юго-восточной Азии, и Скандинавии. В поддержку альбома группа отправилась в международный тур, однако в мае 2004 года, ввиду ухода Седоковой из группы, тур был отменён.
В конце 2004 года был выпущен сингл «Мир, о котором я не знала до тебя», в записи которого принимала участие новая солистка группы — Альбина Джанабаева. Одновременно была выпущена его англоязычная версия «Take You Back», однако лейбл решил не продвигать сингл на зарубежных радиостанциях и телеканалах. В апреле 2005 года была выпущена совместная работа с украинской хип-хоп-группой «ТНМК» — «Нет ничего хуже», а также англоязычная версия песни — «I Don’t Want a Man».
Следующая англоязычная работа группы вышла лишь в июне 2006 года, когда на место Грановской пришла Ольга Романовская. Сингл «L.M.L.» стал хитом на территории СНГ, однако на западе сингл пользовался умеренным успехом.

## Релиз
По мнению продюсера группы, Константина Меладзе, первый англоязычный альбом группы хоть и стал успешным в Азии, но до запада «альбом так и не дошел», поэтому второй альбом был ориентирован преимущественно на западную аудиторию. Изначально, проект был запланирован к релизу в начале 2007 года, однако ввиду ухода из группы Романовской и Брежневой, чей вокал составлял преимущественную часть альбома, релиз был отложен на неопределённый срок. Премьера альбома состоялась в сентябре 2007 года, лишь в России и Украине, однако ввиду отсутствия двух из трёх вокалисток альбома, его промокампания и релиз в Европе были отменены.
Специально для альбома, вокальные партии Грановской в песнях «Take You Back» и «I Don’t Want a Man» были перезаписаны Романовской.

## Критика
«Превратиться в экспортный продукт „ВИА Гра“ так и не удалось, а весь запас шарма и оригинальности растерян при обслуживании вкусов отечественных слушателей» — заключил в рецензии на сборник обозреватель музыкального сайта «2m-online.ru».

## Список композиций
Вокал — Альбина Джанабаева, Вера Брежнева, Ольга Романовская. 
Слова и музыка всех песен — Константин Меладзе.
| №                   | Название                               | Оригинальная версия               | Длительность |
| ------------------- | -------------------------------------- | --------------------------------- | ------------ |
| 1.                  | «L.M.L.»                               | Л.М.Л. (Лучик мой, любимый)       | 4:09         |
| 2.                  | «Tell Me Lie»                          | Обмани, но останься               | 4:20         |
| 3.                  | «Thunderstorm»                         | Бомба                             | 3:22         |
| 4.                  | «Diamonds»                             | Бриллианты                        | 3:27         |
| 5.                  | «Take You Back»                        | Мир, о котором я не знала до тебя | 4:00         |
| 6.                  | «HuMENology»                           | Биология                          | 3:45         |
| 7.                  | «No Joy & No Sorrow»                   | Не надо                           | 3:00         |
| 8.                  | «Director»                             | Продюсер                          | 3:58         |
| 9.                  | «My Beloved»                           | Попытка №5                        | 3:23         |
| 10.                 | «I Don't Wanna Man» (при участии TNMK) | Нет ничего хуже                   | 3:43         |
| Общая длительность: | Общая длительность:                    | Общая длительность:               | 37:12        |

| №  | Название                         | Режиссёр    | Длительность |
| -- | -------------------------------- | ----------- | ------------ |
| 1. | «L.M.L.» (видеоклип)             | Алан Бадоев | 4:05         |
| 2. | «Take You Back» (видеоклип)      | Семён Горов | 3:57         |
| 3. | «I Don't Want A Man» (видеоклип) | Горов       | 3:50         |